# Eratoneura mensa
Eratoneura mensa är en insektsart som först beskrevs av Beamer 1931.  Eratoneura mensa ingår i släktet Eratoneura och familjen dvärgstritar. Inga underarter finns listade i Catalogue of Life.